# Al-Batanun
Al-Batanun (arab. ‏البتانون‎, Al-Batānūn) – miasto w północnej części muhafazy Al-Minufijja, w północnej części Egiptu, na północ od Kairu. W 2006 roku liczyło ok. 46 tys. mieszkańców.
Urodził się tu m.in. generał Muhammad Abd al-Ghani al-Dżamasi.